# Savigny (Svizzera)
Savigny (toponimo francese) è un comune svizzero di 3 312 abitanti del Canton Vaud, nel distretto di Lavaux-Oron.

## Storia
Il comune di Savigny è stato istituito nel 1823 per scorporo da quello di Lutry.

## Monumenti e luoghi d'interesse

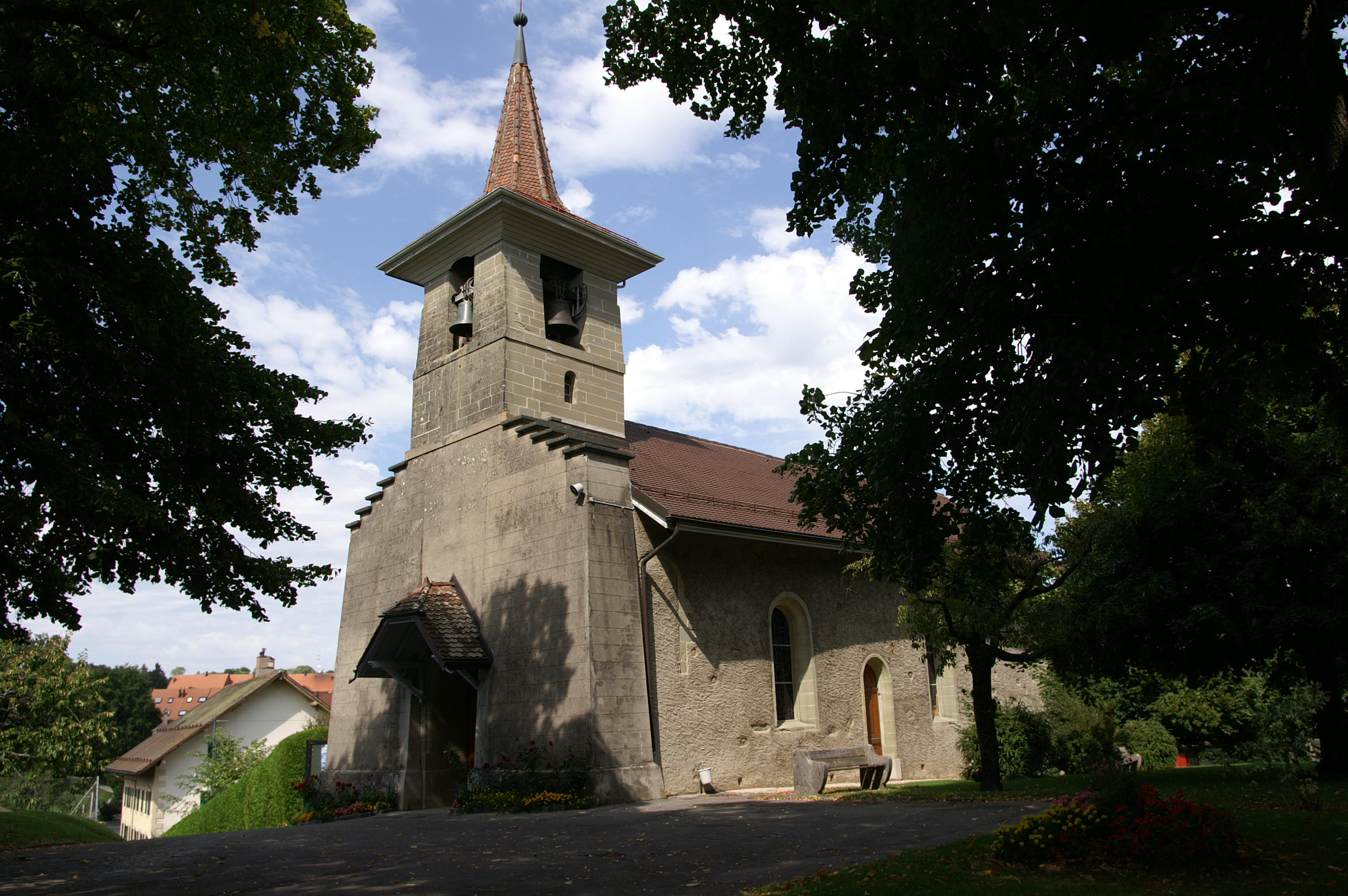
La chiesa di Santa Maria Maddalena

- Chiesa riformata di Santa Maria Maddalena, attestata dal 1228[1].

## Società

### Evoluzione demografica
L'evoluzione demografica è riportata nella seguente tabella:
Abitanti censiti

## Amministrazione
Ogni famiglia originaria del luogo fa parte del cosiddetto comune patriziale e ha la responsabilità della manutenzione di ogni bene ricadente all'interno dei confini del comune.